# Argenton (rivière)
Pour les articles homonymes, voir Argenton.
L'Argenton ou l'Argent est une rivière française, affluent gauche du Thouet, et donc sous-affluent de la Loire. Il coule entièrement dans le département des Deux-Sèvres, en région Nouvelle-Aquitaine, mais conflue au Puy-Notre-Dame, dans le département de Maine-et-Loire dans la région Pays de la Loire.

## Géographie
L'Argenton résulte de la fusion de deux rivières, l'Argent et le Dolo qui lui-même reçoit les eaux du Ton et qui baigne Bressuire. Les deux cours d'eau se réunissent au niveau de Saint-Clémentin entre le moulin du bourg et le moulin de l'arche. Au SANDRE, on considère le cours de l'Argent comme étant la partie supérieure du cours de l'Argenton.
L'Argenton prend donc sa source dans les Deux-Sèvres, à l'ouest de Bressuire, à 198 m d'altitude, près du lieu-dit la Loge (et le Guy du Chêne). Il s'appelle sur cette partie haute l'Argent. 
De 71 km de long, il prend d'abord la direction du nord-ouest et reçoit de nombreux petits affluents bien alimentés dans cette zone humide. Au niveau de la localité de
Le Pin, il change d'orientation, vers le nord d'abord, puis vers le nord-est, direction qu'il maintiendra tout au long du restant de son parcours. 
Il conflue en rive gauche dans le Thouet sur la commune du Puy-Notre-Dame, à 35 m d'altitude, juste après les communes de Bouillé-Loretz et Saint-Martin-de-Sanzay, et à 200 m de la base de loisirs de Ballastière sur Saint-Martin-de-Sanzay reliée au Thouet.

### Communes et cantons traversées

#### (Argent)
- Cirières, Le Pin, Nueil-les-Aubiers

#### (Argenton)
- Voultegon, Saint-Clémentin, Argenton-les-Vallées, Massais, Argenton-l'Église, Bagneux

## Affluents
L'Argenton a vingt-deux tronçons affluents référencés :
Ses principaux affluents sont :
- la Scie
- le Dolo
- l'Ouère
- la Madoire

## Hydrologie

### L'Argenton à Massais
L'Argenton est une rivière moyennement abondante, nettement plus abondante que la plupart des cours d'eau de plaine du bassin versant de la Loire. Son débit a été observé sur une période de 40 ans (1969-2008), à Massais, localité du département des Deux-Sèvres située à 10 kilomètres à l'ouest de Thouars, donc peu avant son confluent avec le Thouet. Le bassin versant de la rivière y est de 634 km2, soit plus ou moins 85 % de la totalité de ce dernier[réf. nécessaire].
Le module de la rivière à Massais est de 4,62 m3/s.
L'Argenton présente des fluctuations saisonnières de débit très marquées, avec des hautes eaux d'hiver portant le débit mensuel moyen à un niveau situé entre 7,87 et 13,10 m3/s, de décembre à mars inclus (avec un maximum en février), et des basses eaux d'été, de juin à septembre inclus, avec une baisse du débit moyen mensuel jusqu'à 0,286 m3/s au mois d'août, ce qui est assez sévère. Mais les fluctuations de débit peuvent être plus grandes encore en fonction des années, et sur de plus courtes périodes.

### Étiage ou basses eaux
À l'étiage, le VCN3 peut chuter jusque 0,004 m3/s, en cas de période quinquennale sèche, soit 4 litres par seconde, ce qui est très sévère, le cours d'eau tombant ainsi presque à sec.

### Crues
Les crues peuvent être fort importantes, caractéristique partagée par bien des affluents de la Loire, et comparables aux crues des affluents de la Loire situés à l'ouest du bassin de cette dernière (Creuse, Gartempe, Mayenne, Sèvre nantaise ou encore Oudon et Anglin).
Ainsi les QIX 2 et QIX 5 valent respectivement 92 et 150 m3/s. Le QIX 10 est de 180 m3/s, le QIX 20 de 220 m3/s, tandis que le QIX 50 monte à 260 m3/s.
Il peut être intéressant de comparer les QIX 2 et QIX 10 de l'Argenton à ceux du Grand Morin rivière à crues redoutées et affluent de la Marne en amont de Paris. Alors que le QIX 2 de l'Argenton se monte à 92 m3/s, celui du Grand Morin
n'en vaut que 54 (pour un débit moyen et une surface de bassin supérieurs de plus ou moins 25 % à ceux de l'Argenton). Quant au QIX 10, celui de l'Argenton étant de 180 m3/s, il se monte à 93 m3/s pour le Grand Morin. On en conclut que les crues de l'Argenton sont près de trois fois plus importantes que celles de cette rivière de l'est du bassin parisien.
Le débit instantané maximal enregistré à Massais durant la période d'observation, a été de 214 m3/s le 1er avril 1983, tandis que la valeur journalière maximale était de 180 m3/s le 9 avril 1983. En comparant la première de ces valeurs à l'échelle des QIX de la rivière, on constate que cette crue était d'ordre vicennal, et donc destinée à se reproduire assez fréquemment.

### Lame d'eau et débit spécifique
L'Argenton est une rivière modérément abondante. La lame d'eau écoulée dans son bassin versant est de 225 millimètres annuellement, ce qui est certes inférieur à la moyenne d'ensemble de la France tous bassins confondus (320 millimètres par an), mais du même ordre de grandeur que la moyenne des bassins du Cher (223 millimètres par an à Tours), ou même de la Loire (244 millimètres par an). Le débit spécifique de la rivière (ou Qsp) atteint 6,9 litres par seconde et par kilomètre carré de bassin.